# Копалы (Жетысуская область)
Копалы (каз. Қопалы) — село в Аксуском районе Жетысуской области Казахстана. Входит в состав Кызылагашского сельского округа. Код КАТО — 193265400.

## Население
В 1999 году население села составляло 251 человек (131 мужчина и 120 женщин). По данным переписи 2009 года, в селе проживали 72 человека (37 мужчин и 35 женщин).